# Saints Row IV
Saints Row IV — гра в жанрі пригодницький бойовик 2013 року, розроблена компанією Volition та видана Deep Silver. Це продовження Saints Row: The Third 2011 року, четверта частина серії Saints Row і остання основна частина оригінальної серії, яка почалася з оригінальної гри. Гра вийшла в серпні 2013 року для Microsoft Windows, PlayStation 3 і Xbox 360, а пізніше була портована на PlayStation 4, Xbox One і Linux в 2015 році. Порт для Nintendo Switch вийшов 27 березня 2020 року, а порт для Google Stadia — 1 листопада 2021 року.
Відкритий світ гри дозволяє гравцям вільно досліджувати симуляцію вигаданого міста Стілпорт, виконуючи основні та побічні місії на дозвіллі. Гра включає в себе елементи наукової фантастики і продовжує репутацію серії як пародійної. Однокористувацька історія розповідає про того самого персонажа з попередніх ігор, якого після запобігання терористичній загрозі обирають президентом Сполучених Штатів. Через п'ять років свого правління він разом із членами своєї банди, Святими з 3-ї вулиці, опиняється в пастці в симуляторі Стілпорта після того, як інопланетна імперія, відома як Зін, атакувала Землю і захопила їх у полон. За допомогою кількох Святих, яким вдалося втекти і які зламали симулятор, щоб отримати надздібності, гравець намагається врятувати своїх захоплених друзів, втекти з симулятора і перемогти Зін.
Saints Row IV була першою грою, розробленою компанією Volition після її придбання Koch Media на початку 2013 року. Концепція надприродних сил та надможливостей для гри була закладена в Enter the Dominatrix, скасованому доповненні, запланованому для Saints Row: The Third, яке команда розширила в Saints Row IV. Пізніше Volition випустила «режисерську версію» Enter the Dominatrix як завантажуваний контент для Saints Row IV разом з How the Saints Saved Christmas, різноманітною зброєю, костюмами та наборами транспортних засобів, а також окреме доповнення Saints Row: Gat out of Hell (яке слугує епілогом до історії базової гри).
Гра вийшла кількома обмеженими та підсумковими виданнями, а також була на короткий час заборонена в Австралії. Вона отримала загалом позитивні відгуки від критиків, які хвалили її гумор і можливості кастомізації персонажів, але критикували її недостатню складність. Вона також була дуже успішною у фінансовому плані, продавши понад мільйон копій за перший тиждень. Наступна гра серії, перезавантаження під назвою Saints Row, вийшла в серпні 2022 року.

## Ігровий процес
Як і попередні ігри серії Saints Row, Saints Row IV — це екшн з відкритим світом та елементами шутера від третьої особи, де гравець може вільно досліджувати навколишнє середовище та на дозвіллі виконувати сюжетні або побічні місії. Як лідер Святих, вуличної банди, що стала «найпотужнішою та найпопулярнішою» організацією у світі, гравець обирається Президентом Сполучених Штатів, отримує надздібності та відбиває вторгнення інопланетян. Найчастіше гравець буде займатися стріляниною та перегонами, хоча інші види діяльності варіюються від боротьби з натовпами зомбі, перестрілок у танках, Beat 'em up сайд-скроллерів, боротьби з надвеликими бляшанками енергетичного напою кайдзю та використання дабстеп-пушки. Персонаж гравця отримує стихійні сили та надздібності, які значно збільшують висоту стрибка та швидкість бігу, завдяки чому гравець може перестрибувати через будівлі та обганяти транспортні засоби. Стихійні сили включають здатність стріляти вогняними та крижаними снарядами, телекінетично підкидати речі та створювати ударні хвилі під час приземлення стрибків. У міру проходження гри гравець може за бажанням покращувати свої здібності та дерево навичок зброї, використовуючи колекційні «кластери даних», розкидані по місту. Якщо гравець стає занадто буйним, в справу втручається інопланетний аналог поліції. Як і в попередніх іграх, зовнішній вигляд персонажа повністю налаштовується за допомогою потужного редактора персонажів.
Дія гри відбувається у майже ідентичній симуляції Стілпорта, вигаданого міста з Saints Row: The Third, хоча окремі сюжетні місії мають нові, спеціально розроблені рівні. Сюжет Saints Row IV пародіює науково-фантастичні відеоігри, переважно Mass Effect 2, а також такі фільми, як «Матриця» і «Тридцять хвилин по півночі», та іншу «ботанічну культуру». Деякі сюжетні місії зумовлені екзистенційними кризами окремих персонажів, оскільки кожен персонаж Святого застряг у персональній симуляції власного пекла і повинен бути врятований гравцем. Інші елементи, запозичені з культури відеоігор, включають романи персонажів у стилі BioWare та місії у стилі Metal Gear з не дуже корисним напарником.
Райони міста «звільняються» від окупації прибульцями, коли гравець виконує побічні місії в окупованих районах. Звільнені райони збільшують погодинний дохід гравця, який можна витратити на зброю, навички та бонуси. Побічні місії включають в себе Страхове шахрайство (де гравець стрибає в транспортний потік, щоб зібрати страхові гроші), руйнівні дербі в стилі Mayhem та піші перегони з надпотужними супергероями. Saints Row IV має кооперативний режим для двох гравців.

## Сюжет
Через кілька місяців після подій Saints Row: The Third, Святих з 3-ї вулиці викликають на допомогу агента МІ-6 Аші Одекар (Ребекка Ріді) і колишньому лідеру «Декерс» Метту Міллеру (Юрі Ловенталь) у запобіганні терористичній змові колишнього лідера S.T.A.G. Сайруса Темпла (Річард Епкар). Бос (Трой Бейкер, Кенні Бланк, Робін Аткін Даунс, Лора Бейлі, Діана Мішель, Сумалі Монтано або Нолан Норт) та їхні старші лейтенанти Шаунді (Даніель Ніколет) і Пірс Вашингтон (Аріф С. Кінчен) разом з Ашею проникають на базу Сайруса, вбивають його і запобігають ядерному удару ракети по Вашингтону. П'ять років по тому Бос за свій героїзм був обраний президентом Сполучених Штатів, отримавши актора Кіта Девіда (самого себе) як віцепрезидента, у той час як ролі в кабінеті міністрів були розподілені між різними членами «Святих» і колишнім віце-лідером «Королів» Бенджаміном Кінгом (Террі Крюс). За мить до початку прес-конференції на Землю вторгається інопланетна імперія, відома як Зін, на чолі з безжальним Зін'яком (Джей Бі Бланк), який руйнує Білий дім і викрадає Боса, Кіта та більшу частину кабінету міністрів.
Після того, як Босу вдається втекти з комп'ютерної симуляції, створеної за мотивами ситкому 1950-х років, за допомогою хакерки «Святих» Кінзі Кенсінгтон (Наталі Ландер), вони опиняються у віртуальному відтворенні Стілпорта. Працюючи над маніпулюванням навколишнім середовищем за допомогою спеціальних здібностей, вони врешті-решт возз'єднуються з Кінзі та Кітом на викраденому кораблі «Зін». Коли група намагається зв'язатися з іншими Святими по допомогу, Зін'як зупиняє їх, знищуючи Землю. Розлючений Бос знову входить у симуляцію Стілпорта, щоб знайти інших, викрадених зінцями, і врятувати кожного з них від симуляцій, заснованих на їхніх особистих кошмарах. У відповідь Зін'як заповнює симуляцію Стілпорта копіями членів банди, з якими Бос стикався в минулому, що змушує Кінзі запідозрити, що він малює їх зі спогадів когось іншого, хто боровся з ними. Бос швидко з'ясовує, що Зін викрав Джонні Ґета (Деніел Де Кім), єдиного лейтенанта «Святих», який був у банді довше за них, і який нібито був убитий багато років тому. Врятувавши Ґета з власної симуляції, він пояснює, що Зін'як захопив його задовго до вторгнення на Землю, бо він був єдиним, хто міг йому перешкодити, і офіційно приєднується до «Святих».
Незабаром Святі об'єднуються в симуляції, щоб протистояти Зін'яку, але в реальному світі Кінзі потрапляє в полон до сил Зін. Дізнавшись, що Кіт зрадив їх, Бос зустрічається з ним і дізнається, що той зробив це в обмін на те, що Зін відновить Землю. Переслідуючи його крізь свій власний кошмар, Бос розкриває Кіту, що його обдурили, і переконує його приєднатися до Святих. Дізнавшись, куди забрали Кінзі, Бос рятує її від власного кошмару. Коли група знову в строю, Кінзі розробляє план, як потрапити на корабель Зіньяка, перевантаживши симулятор Стілпорту, щоб утворився пролом. Коли Святим це вдається, Бос піднімається на борт корабля Зіньяка, викрадає з симулятора силову броню, яка імітує їхні здібності, і використовує її, щоб убити Зін'яка на очах у Зін, захопивши контроль над їхньою імперією.
Кінцівка гри залежить від кількості виконаних необов'язкових місій «лояльності». Якщо жодна з них не була виконана, Бос планує, що Святі завоюють нову рідну планету, започаткувавши «Імперію Святих». В іншому випадку Святі дізнаються, що можуть відновити Землю за допомогою подорожей у часі, виявивши, що Зін'як захопив кількох історичних постатей і помістив їх у стан анабіозу. Бос вирішує розбудити одну з них зі стазису, а саме письменницю 19-го століття Джейн Остін (Іден Рігель), яку вони шанують, і яка, прокинувшись, стає оповідачем гри.

## Розробка
Після виходу Saints Row: The Third, розпочалася попередня робота над грою під назвою Saints Row: Part Four. Дія гри відбуватиметься після подій третьої частини у новому місті та матиме схожий з нею геймплей. Тим часом, окреме доповнення до третьої частини під назвою Enter the Dominatrix було вперше анонсовано як першоквітневий жарт 2012 року, але все ж таки було запущено в розробку. Основна концепція доповнення полягала в тому, що надпотужний персонаж-гравець потрапив у пастку до інопланетного командира Зін'яка в симуляції Стілпорта. У зв'язку з фінансовими труднощами THQ, її президент Джейсон Рубін заохотив дочірню компанію і розробника серії Saints Row, Volition, розвинути елементи доповнення в повноцінну гру. Компанія оголосила про цю зміну напрямку в червні 2012 року, скасувавши Saints Row: Part Four і розширивши Enter the Dominatrix до повноцінного продовження, Saints Row IV. Стратегія компанії частково полягала в тому, щоб уникнути проблем з продажами, випустивши гру в серпні 2013 року, до поширення чуток про ігрові консолі наступного покоління. Volition була продана Koch Media на початку 2013 року, коли її материнська компанія, THQ, подала заяву про банкрутство. Вона стала першою внутрішньою студією відеоігор Koch. Через два місяці студія офіційно анонсувала Saints Row IV, яка була видана брендом Deep Silver, що належав Koch Media. Придбана без прав на серію Red Faction, Volition поставила собі за мету створювати пов'язані ігри з відкритим світом, де «гравець є агентом хаосу». Над однією грою працювала вся компанія.
Кожна з ігор серії Saints Row мала основний намір, і якщо перші три гри будувалися на «дивовижності та неповазі», то четверта зосередилася на «надприродному та надздібностях». Старший продюсер Джим Бун згадував рецензентів, які запитували, чи може компанія створити щось «більш надприродне», ніж Saints Row: The Third, що вони сприйняли як виклик. Команда зосередилася на тому, щоб зробити гру «веселою», а не «заради того, щоб вийти за рамки», і вважала, що надздібності допоможуть базовій навігації та бою в грі. Вони також вирішили видалити навігацію попередньої гри на основі мобільного телефону, яка заважала розповіді, і замінили її «структурою журналу квестів». Команда вирішила не приділяти стільки часу поліпшенню графіки гри, враховуючи наближення виходу платформ наступного покоління. На розробку гри було витрачено менше часу, ніж на попередні ігри серії.
У серпні 2014 року Volition оголосила про випуск набору для розробки Windows-версії гри, який дозволяє гравцям модифікувати ігрові ресурси та створювати нову зброю. У листопаді 2016 року було додано підтримку модифікацій через інтеграцію з Steam Workshop.
Внутрішньоігрове радіо має сім запрограмованих радіостанцій та 109 ліцензійних треків. Оригінальний саундтрек гри написаний Малкольмом Кірбі-молодшим, який також створив саундтрек до попередньої гри.

## Реліз
Saints Row IV вийшла для Microsoft Windows, PlayStation 3 та Xbox 360 у Північній Америці 20 серпня 2013 року, а в усьому світі — трьома днями пізніше. Попередні замовлення включали завантажуваний контент-пакет на патріотичну тематику, який включав вогнемет, дабстеп і ракетницю, реактивний літак білоголового орлана та костюм Дядька Сема. Лімітоване видання гри включало копію дабстеп-пістолета, кнопку судного дня та статуетку Джонні Ґета. Інший лімітований випуск, Game of the Generation Edition, включав попередні предмети, а також вітрину для гри. Спочатку грі було відмовлено в класифікації рейтингів і фактично заборонено в Австралії, але пізніше її було прийнято після модифікації, щоб видалити образливий контент. Пізніше реліз для PlayStation 4 в країні було відкликано через помилку в класифікації.
Saints Row IV була випущена в декількох підсумкових виданнях. Видання Game of the Century включало 20 наборів завантажуваного контенту і вийшло 9 травня 2014 року. Видання National Treasure включало 29 наборів завантажуваного контенту і вийшло 8 липня 2014 року. Компанія High Voltage Software портувала гру на PlayStation 4 і Xbox One з усім завантажуваним контентом під назвою Saints Row IV: Re-Elected. Про це було оголошено наприкінці серпня 2014 року разом із Saints Row: Gat Out of Hell, окремим доповненням до Saints Row IV, розробленим Volition спільно з High Voltage. Обидві гри вийшли в Північній Америці 20 січня 2015 року, а в усьому світі — трьома днями пізніше, як окремо, так і в комплекті разом. Реліз включав нові функції, такі як голосові команди. У грудні 2015 року був представлений порт для Linux. Re-Elected вийшла для Nintendo Switch 27 березня 2020 року.

### Завантажувальний контент
Після релізу гра отримала кілька пакетів завантажуваного контенту (DLC). Сезонний пропуск, який містить два ексклюзивні пакети місій, був анонсований перед запуском гри. Перший DLC, GAT V, який додає зброю в стилі Джонні Ґета та можливості налаштування персонажа, був випущений безплатно 17 вересня 2013 року, щоб збігтися з виходом конкуруючої гри з відкритим світом Grand Theft Auto V (GTA V). Перший набір місій, Enter the Dominatrix, був випущений 22 жовтня 2013 р. Спочатку він був задуманий як набір місій для Saints Row: The Third, але перетворився на повноцінне продовження, Saints Row IV. Вміст, що залишився, став першим пакетом місій сиквелу. Він розповідає альтернативну історію про вторгнення Зін, в якій симуляцію Стілпорту викрадає штучний інтелект, що називається Домінатрікс. Оповідь доповнення часто порушує четверту стіну і самосвідомо визнає власні сюжетні діри та невідповідність більшій історії Saints Row. Деякі сцени закінчуються концепт-артом або відеороликами, де працівники Volition розігрують драму, щоб надати грі відчуття незавершеності. У наборі також присутні персонажі з Saints Row: The Third, які не повернулися в сиквел. Всього в ньому п'ять місій, нова зброя, транспортні засоби та комп'ютерні персонажі підтримки («друзяки»). Другий і останній набір місій, How the Saints Save Christmas, містить нову зброю і транспортні засоби, а також сюжетну лінію з трьох місій про те, як святі рятують Санта Клауса з симулятора Стілпорта. Він був випущений у грудні 2013 р. Немісійні завантажувані пакети контенту включають нові костюми, транспортні засоби та зброю (наприклад, маски президентів США Джорджа Вашингтона, Авраама Лінкольна, Джорджа Вокера Буша та Барака Обами).

### Re-Elected Видання
8 грудня 2022 року безплатне оновлення всіх існуючих версій гри для Windows у Steam та GOG привело її до нового «Re-Elected Edition», яке включає всі DLC, випущені для гри; це відбулося разом із безплатною пропозицією роздачі гри в Epic Games Store. Видання Re-Elected Edition підтримує крос-платформну гру між виданнями гри для Steam, GOG та Epic. Попередні версії Saints Row IV були згодом вилучені з продажу, але існуючі збереження та досягнення були перенесені в нову версію.

## Прийом
Гра отримала загалом позитивні відгуки, згідно з агрегатором рецензій відеоігор Metacritic. Рецензенти похвалили її надмірний гумор та можливості налаштування персонажів, та розкритикували її відсутність виклику. Деякі з них також прокоментували «неупереджене ставлення» до гендеру, особливо до жіночих персонажів, і відзначили гру хакера і колишнього агента ФБР Кінзі Кенсінгтон. Saints Row IV продалася тиражем понад мільйон копій за перший тиждень, і станом на 2013 рік Volition не оприлюднила загальних даних про продажі.
Даніель Рендо з Polygon описав Saints Row IV як «велику, безглузду і самосвідому забаву» і вважав, що гра досягла того, що мала на меті: «обурливою вправа у фантазії про силу гравця». Вона також високо оцінила ступінь свободи гри щодо ідентичності персонажів, її «німий і милий» наратив та переходи між різноманітними послідовностями. Рендо писала, що Volition «обрізала жир» з попередніх ігор, і що додавання надздібностей «зняло обмеження з жанру, вже відомого своєю свободою гравця». Вона вважала історію смішною і «настільки очевидною, наскільки це може бути», але знайшла її персонажів «добре реалізованими». Рендо особливо похвалила «ставлення до гендеру» у грі — сміливих жіночих персонажів, які могли вступати в одностатеві стосунки або навіть змінювати стать в середині гри, і до них не ставилися по-іншому через те, що вони були жінками, — але визнала «проблематичною» постійну асоціацію гри між жінками та секс-працівниками та «рудиментом, що походить від коріння серії як кримінальної драми для неповнолітніх».
Розмірковуючи про розвиток серії, Кріс Шиллінг з Eurogamer сказав, що Saints Row IV знову успішно переосмислила серію, в якій надздібності замінили корисність ігрових транспортних засобів. Він порівняв механіку дослідження в грі з механікою Crackdown, а надздібності — з серіями Infamous і Prototype, і додав, що безглуздість гри зайняла певну нішу в іграх. Шиллінг писав, що необхідність поповнювати запаси в магазинах боєприпасів була «різким пережитком» попередніх ігор, але високо оцінив повторення таких елементів, як система навігації GPS, геймплей побічних місій і звільнення міських районів. Він вважав гру загалом майстерною, але «напрочуд тупою», як «стеля тупості Сікстинської капели». Шиллінг також коментував, що відчував бажання просто відмовитися від сюжету заради пошуку колекційних предметів, хоча, незважаючи на ці можливості, гра ставала «втомлюючою» під час тривалих ігрових сесій.
Аналогічно, Ден Степлтон з IGN занудьгував, коли його протагоністу-супергерою залишилося мало «подолати», і зрештою порівняв гру з «увімкненням богоподібних чит-кодів» у її попередниці. Він писав, що померти було дуже важко, зважаючи на велику кількість бонусів, які падали з ворогів, і що в інших випадках похвальні функції Saints Row: The Third відчувалися «рудиментарними», будучи застарілими через надможливості. Степлтон сказав, що гравець отримав сили занадто рано, що дозволило йому грати, не піклуючись про місто, і таким чином прибрало «відчуття місця і характеру, яке було в попередній грі». Він вважав, що велика кількість колекційних предметів у грі є визнанням цієї прогалини, яка, хоча спочатку і приносить задоволення, швидко стає «рутинною роботою». Степлтон похвалив зброю «Дезинтегратор» і «Викрадач» у стилі Червоної фракції, хоча вважав дабстеп-пушку «неефективним розчаруванням». Як символ, однак, Polygon описав дабстеп-пушку як «знаковий» для Saints Row IV.

## Перезавантаження
У серпні 2019 року компанія Volition натякнула, що нова гра Saints Row «глибоко в розробці». Станом на кінець 2020 року вона все ще перебувала в розробці. У серпні 2021 року було підтверджено, що нова гра буде перезавантаженням франшизи. Під назвою просто Saints Row вона вийшла для PlayStation 4, PlayStation 5, Xbox One, Xbox Series X/S і Windows 23 серпня 2022 року.